# Nonna Mordiukowa
Nonna (Nojabrina) Wiktorowna Mordiukowa (ros. Но́нна (Ноябри́на) Ви́кторовна Мордюко́ва; ur. 25 listopada 1925 we wsi Konstantynówka w obwodzie donieckim USRR, zm. 6 lipca 2008 w Moskwie) – radziecka i rosyjska aktorka filmowa.

## Życiorys
Dzieciństwo spędziła na wsi w Kraju Krasnodarskim, gdzie jej matka Irina pełniła funkcję przewodniczącej kołchozu.
W latach 1945–1950 studiowała aktorstwo w moskiewskim WGIK-u. Jej kinowy debiut w Młodej gwardii (1949) Siergieja Gierasimowa przyniósł jej Nagrodę Stalinowską.
Za jej największe kinowe osiągnięcie uważa się tytułową rolę w Komisarzu (1967) Aleksandra Askoldowa. Film ten został przez cenzurę radziecką zakazany i przeleżał na półce ponad 20 lat. Jego premiera na festiwalu filmowym w Berlinie Zachodnim w 1988 stała się wielkim wydarzeniem artystycznym.
W 1974 Mordiukowa uzyskała tytuł Ludowy Artysta ZSRR.

## Życie prywatne
Jej mężem był znany aktor Wiaczesław Tichonow, znany z ról Andrieja Bołkońskiego w ekranizacji Wojny i pokoju (1967) Siergieja Bondarczuka i Stirlitza w serialu Siedemnaście mgnień wiosny (1973).
Mieli syna Władimira (1950–1990), również aktora.
Została pochowana na Cmentarzu Kuncewskim w Moskwie.

## Filmografia
- 1948: Młoda gwardia
- 1953: Odzyskane szczęście
- 1964: Przewodniczący
- 1967: Wojna i pokój
- 1967: Komisarz
- 1968: Brylantowa ręka
- 1975: Oni walczyli za ojczyznę
- 1977: Incognito z Petersburga
- 1981: Krewniacy
- 1982: Dworzec dla dwojga
- 1992: Lunapark
- 1995: Szirli-Myrli
- 1999: Mama